# Crown Jewel (2023)
Crown Jewel (2023) foi o quinto evento de luta livre profissional Crown Jewel em pay-per-view (PPV) e transmissão ao vivo produzido pela WWE. Foi realizado para lutadores das divisões das marcas Raw e SmackDown da promoção. O evento aconteceu no sábado, 4 de novembro de 2023, na Arena Mohammed Abdu em Riade, Arábia Saudita, marcando o segundo Crown Jewel realizado neste local após o evento de 2021. Foi o 10º evento que a WWE realizou na Arábia Saudita no âmbito de uma parceria de 10 anos em apoio à Visão Saudita 2030.
Oito partidas foram disputadas no evento, incluindo uma no pré-show do Kickoff. No evento principal, que foi a partida principal do SmackDown, Roman Reigns derrotou LA Knight para reter o Campeonato Indiscutível Universal da WWE. Naquela que foi a luta principal do Raw, Seth "Freakin" Rollins derrotou Drew McIntyre para reter o Campeonato Mundial de Pesos Pesados, que também foi a luta de abertura. Em outra partida de destaque, Logan Paul derrotou Rey Mysterio para ganhar o Campeonato dos Estados Unidos do SmackDown. O evento também viu o retorno de Kairi Sane à WWE; sua última partida na WWE foi em julho de 2020, porém, ela permaneceu na empresa até dezembro de 2021 como embaixadora japonesa.

## Produção
No início de 2018, a promoção americana de luta livre profissional WWE iniciou uma parceria estratégica multiplataforma de 10 anos com o Ministério do Esporte (anteriormente Autoridade Geral do Esporte) em apoio à Visão Saudita 2030, o programa de reforma social e econômica da Arábia Saudita. Crown Jewel foi então criado no mesmo ano como um dos eventos recorrentes desta parceria a ser realizada em Riade, capital da Arábia Saudita. Anunciado oficialmente em 7 de outubro de 2023, o quinto Crown Jewel, e 10º evento geral da parceria com a Arábia Saudita, está programado para ser realizado no sábado, 4 de novembro de 2023; o local ainda não foi confirmado. O evento será transmitido em pay-per-view em todo o mundo e estará disponível para transmissão ao vivo no Peacock nos Estados Unidos e na WWE Network na maioria dos mercados internacionais, e contará com lutadores das divisões das marcas Raw e SmackDown.
O Crown Jewel de 2023 foi promovida pela primeira vez na Temporada de Riyadh da Arábia Saudita em setembro, que anunciou John Cena para o evento. Também foi relatado que a WWE terá outras atrações junto com Crown Jewel, incluindo um passeio escuro em um parque temático e um passeio com o tema Undertaker, entre outras coisas. Além disso, foi relatado que a WWE está tentando envolver o jogador da Saudi Pro League Cristiano Ronaldo no evento.

### Rivalidades
O evento incluirá partidas que resultarão de histórias roteirizadas. Os resultados serão pré-determinados pelos escritores da WWE nas marcas Raw e SmackDown, com as histórias sendo produzidas nos programas de televisão semanais da WWE, Monday Night Raw e Friday Night SmackDown.
No episódio de 9 de outubro do Raw, enquanto Seth "Freakin" Rollins comemorava sua bem-sucedida defesa do Campeonato Mundial de Pesos Pesados no Fastlane, ele foi confrontado por Drew McIntyre, que queria uma luta pelo título. Apesar de reclamar do cansaço da defesa do Fastlane, Rollins aceitou, acreditando que era para aquela noite. No entanto, McIntyre afirmou que queria enfrentar Rollins no Crown Jewel, e Rollins aceitou.
No Payback, Rhea Ripley derrotou Raquel Rodriguez para reter o Campeonato Mundial Feminino. Durante uma revanche no episódio do Raw de 11 de setembro, no entanto, Nia Jax fez um retorno surpresa à WWE - sua primeira aparição após um breve retorno no Royal Rumble em janeiro - e atacou Rodriguez, o que permitiu a Ripley manter seu campeonato. No entanto, Jax também atacou Ripley após a partida. Jax então interferiu em uma luta de duplas que envolveu Shayna Baszler e Zoey Stark na semana seguinte. Nas semanas seguintes, Ripley, Rodriguez, Baszler e Jax interfeririam nas lutas uns dos outros e brigariam entre si. Essas erupções viriam à tona durante a estreia da temporada do Raw em 16 de outubro após outra briga entre as mulheres que também envolvia Stark o gerente geral do Raw Adam Pearce anunciou que Ripley defenderia o Campeonato Mundial Feminino contra Jax, Baszler, Stark e Rodriguez em uma luta fatal de cinco lutadoras no Crown Jewel.
Depois de endossar LA Knight no Payback, e depois se juntar a ele no Fastlane para derrotar The Bloodline (Jimmy Uso e Solo Sikoa), John Cena abriu a estreia da temporada do SmackDown em 13 de outubro; no entanto, ele foi interrompido por Sikoa, Paul Heyman, e pelo retorno do líder do Bloodline e Campeão Universal indiscutível da WWE, Roman Reigns, que havia tirado férias logo após o SummerSlam em agosto. Reigns deu a Cena a opção de deixar o ringue voluntariamente ou eles o fariam sair; no entanto, Cena afirmou que reconheceu Reigns e que não estava lá para desafiá-lo pelo título porque não tinha merecido a oportunidade. Cena então apresentou Knight como um desafiante digno. Knight apareceu e repreendeu Reigns e notou sua própria ascensão ao estrelato na ausência de Reigns. Uso então atacou Knight por trás apenas para Knight jogá-lo para fora do ringue. Reigns então ordenou que Sikoa cuidasse de Knight, e os dois se enfrentaram no evento principal onde Uso tentou interferir mais uma vez, porém foi impedido por Cena, e Knight posteriormente derrotou Sikoa. Após a partida, Reigns atacou Knight. Em 20 de outubro, foi anunciado que Reigns defenderia o Campeonato Universal Indiscutível da WWE contra Knight no Crown Jewel. No SmackDown daquela noite, depois de perceber que não ganhava uma partida de simples na televisão desde abril de 2018, Cena convocou alguém para enfrentá-lo, o que levou Sikoa a sair e uma briga começou. Em 27 de outubro, uma partida entre os dois foi anunciada pelo Crown Jewel.
Depois de vencer sua luta de boxe no MF & DAZN: X Series 10 – The Prime Card em 14 de outubro, Logan Paul, cuja última luta na WWE foi no SummerSlam em agosto, desafiou Rey Mysterio pelo Campeonato dos Estados Unidos. Mysterio respondeu que Paul poderia encontrá-lo em qualquer sexta-feira no SmackDown. Paul então apareceu no episódio de 20 de outubro e contou que já derrotou Mysterio em uma luta de duplas na WrestleMania 38 em abril de 2022, que foi a primeira luta de Paul na WWE. Mysterio então apareceu e aceitou o desafio de Paul pelo Campeonato dos Estados Unidos no Crown Jewel.
Durante meses, Cody Rhodes esteve em desacordo com The Judgment Day (Finn Bálor, Damian Priest, "Dirty" Dominik Mysterio e Rhea Ripley) e seu cúmplice, JD McDonagh. No Fastlane, Rhodes e Jey Uso derrotaram Bálor e Priest para ganhar o Campeonato Indiscutível de Duplas da WWE, no entanto, Bálor e Priest recuperaram os títulos em uma revanche durante a estreia da temporada do Raw em 16 de outubro. Na semana seguinte, enquanto Bálor e Priest comemoravam a reconquista dos títulos, Rhodes os interrompeu. Depois que Priest provocou e chamou Rhodes de fracasso, Rhodes desafiou Priest para uma partida naquela noite, porém, Priest negou, pois já tinha uma partida marcada contra Uso. Priest, por sua vez, desafiou Rhodes para uma luta no Crown Jewel, que Rhodes aceitou.
No SummerSlam, Bianca Belair venceu o Campeonato Feminino da WWE, mas imediatamente após a partida, Iyo Sky do Damage CTRL resgatou seu contrato do Money in the Bank e derrotou Belair para ganhar o título. No episódio de 18 de agosto do SmackDown, depois que Belair derrotou Damage CTRL (Sky e Bayley) em uma luta de duplas, Bayley e Sky atacaram violentamente Belair nos bastidores com cadeiras, ferindo o joelho de Belair (kayfabe). Dois meses depois, no episódio de 20 de outubro, depois que Sky defendeu com sucesso seu campeonato contra Charlotte Flair, Sky e Bayley atacaram Flair, e Belair fez um retorno surpresa, salvando Flair. Na semana seguinte, Belair anunciou que depois de conversar com o gerente geral do SmackDown, Nick Aldis, ela conseguiria sua revanche pelo Campeonato Feminino da WWE contra Sky no Crown Jewel.
Desde meados de julho, Sami Zayn também estaria envolvido em uma rivalidade contra The Judgment Day (Finn Bálor, Damian Priest, "Dirty" Dominik Mysterio e Rhea Ripley) e seu cúmplice, JD McDonagh. Durante este tempo, Zayn e Kevin Owens perderiam o Campeonato Indiscutível de Duplas da WWE para Bálor e Priest no Payback, e não conseguiram recuperá-los em uma revanche. Depois disso, Owens foi negociado para o SmackDown enquanto Zayn permaneceu no Raw e continuou sua rivalidade com o The Judgment Day. No episódio do Raw de 30 de outubro, enquanto Ripley, Mysterio e McDonagh estavam no ringue, Zayn interrompeu e afirmou que apesar de estar sozinho, ele continuaria lutando contra o Dia do Julgamento até o fim do grupo. Depois disso, Zayn conseguiu escapar de uma tentativa de espancamento no The Judgment Day. Mais tarde naquela noite, uma partida entre Zayn e McDonagh foi anunciada para o pré-show do Kickoff.

## Evento
| Papel:                 | Nome:               |
| ---------------------- | ------------------- |
| Comentaristas ingleses | Michael Cole        |
| Comentaristas ingleses | Wade Barrett        |
| Comentarista árabes    | Faisal Al-Mughaisib |
| Comentarista árabes    | Jude Al-Dajani      |
| Anunciadores de ringue | Byron Saxton        |
| Árbitros               | Danilo Anfibio      |
| Árbitros               | Shawn Bennett       |
| Árbitros               | Jessika Carr        |
| Árbitros               | Ryan Tran           |
| Pre-show panel         | Megan Morant        |
| Pre-show panel         | Matt Camp           |
| Pre-show panel         | Peter Rosenberg     |

### Pre show
Houve apenas uma partida no pré-show do Kickoff, onde Sami Zayn enfrentou JD McDonagh. Nos estágios finais, Zayn entregou um lariat para McDonagh para uma contagem de dois. McDonagh então executou um Spanish Fly para Zayn para quase cair. Enquanto McDonagh tentava um moonsault, Zayn o impediu com uma grande bota. Zayn então acertou um canto explodidor suplex, o Helluva Kick e uma Blue Thunder Bomb para a vitória.

### Lutas preliminares
O pay-per-view abriu com Seth "Freakin" Rollins defendendo o Campeonato Mundial de Pesos Pesados contra Drew McIntyre. Nos estágios iniciais, McIntyre entregou um suplex vertical para Rollins para uma contagem de dois. Rollins então desferiu um golpe de joelho voador, mas ao tentar um mergulho suicida, McIntyre o pegou e executou um belly-to-back suplex. No clímax, Rollins tentou um Phoenix Splash, mas McIntyre se esquivou e acertou o Claymore Kick em Rollins para outra quase queda. McIntyre então tentou outro Claymore, mas Rollins impediu novamente com um superkick e entregou o Pedigree e o Curb Stomp para McIntyre e o derrotou para reter o título. Após a partida, Damian Priest apareceu e tentou sacar seu contrato do Money in the Bank, mas Sami Zayn apareceu da multidão e empurrou Priest para o poste do ringue para evitar o saque. Zayn então fugiu com a maleta de Priest.
Em seguida, Rhea Ripley defendeu o Campeonato Mundial Feminino contra Shayna Baszler, Nia Jax, Raquel Rodriguez e Zoey Stark. Nos estágios finais, Jax entregou um leg drop para Jax, mas Stark então executou um Arabian Press em Jax. Baszler então travou várias finalizações simultâneas em Jax, Ripley e Raquel, mas Stark interrompeu a tentativa de finalização com uma joelhada em Baszler. Raquel então deu uma cotovelada em saca-rolhas e a Tejana Bomb para Jax, mas Ripley interrompeu a tentativa de imobilização. Stark então acertou um Z360° em Ripley, mas Jax quebrou a imobilização. Ripley então executou o Riptide para Baszler, mas enquanto Raquel tentava fazer o cover de Baszler, Ripley lançou uma avalanche de Riptide para Stark em Raquel e Baszler e então derrotou Baszler para manter seu título.
Na terceira partida, John Cena enfrentou Solo Sikoa. No início, Cena mirou em todo o braço direito de Sikoa na tentativa de impedi-lo de usar o Samoan Spike. Nos momentos finais, Sikoa deu um chute giratório em Cena para uma contagem de dois. Enquanto Sikoa tentava um Samoan Spike, Cena escapou e travou no STF, mas Sikoa reverteu em uma tentativa de pinfall para quase cair. Enquanto Cena tentava o Ajuste de Atitude (AA), Sikoa escapou e desferiu um Samoan Drop e um ataque de quadril no canto para uma contagem de dois. Sikoa então entregou um Samoan Spike para Cena, mas não conseguiu fazer a imobilização. Sikoa então entregou mais dois Samoan Spikes para Cena, que ainda conseguiu se levantar. Sikoa então atacou Cena com vários Samoan Spikes e o imobilizou para vencer a partida.
Depois disso, Rey Mysterio defendeu o Campeonato dos Estados Unidos contra Logan Paul. Nos primeiros momentos, Mysterio derrubou Paul com tesoura. Paul então executou um rolling senton e um springboard moonsault para Mysterio para uma contagem de dois. Mysterio tentou um moonsault, mas Paul o pegou e desferiu um Powerslam e um Buckshot Lariat. Paul então realizou um moonsault fallaway slam para Mysterio para uma quase queda. Um membro da comitiva de Paul apareceu e deu um soco inglês em Paul, mas Mysterio chutou para longe. O companheiro de estábulo latino de Mysterio na Ordem Mundial, Santos Escobar, então saiu e perseguiu o amigo de Paul, mas Escobar deixou o soco inglês no avental do anel, que Paul recuperou. Mysterio então acertou um 619, mas ao tentar um trampolim, Paul o impediu com um One Lucky Punch com o soco inglês e derrotou Mysterio para ganhar seu primeiro título na WWE.
Na quinta partida, Iyo Sky defendeu o Campeonato Feminino da WWE contra Bianca Belair. Nos estágios finais, Belair entregou uma powerbomb alley-oop e um german suplex para Sky por uma contagem de dois. Sky então executou o moonsault Orihara e um dropkick trampolim para Belair para uma quase queda. Belair então desferiu o Glam Slam, mas quando ela foi para o pin, Bayley, colega de Sky's Damage CTRL, apareceu e distraiu a árbitra Jessika Carr. Enquanto Carr estava distraído, Belair tentou o Kiss of Death (KOD) em Sky através de uma mesa de anúncios, mas Kairi Sane fez seu retorno surpresa à WWE e entregou o Uraken para Belair. Sky então executou o Over the Moonsault para Belair e a imobilizou para manter seu título. Após a luta, Sky e Sane atacaram Belair, com Sane realizando o Insane Elbow em Belair.
Na penúltima partida, Cody Rhodes enfrentou Damian Priest. Nos estágios finais, Rhodes deu um Disaster Kick em Priest por uma contagem de dois. Priest então entregou um laço e o Acerto de Contas para Rhodes na mesa de anunciantes. Enquanto Priest tentava outro Reckoning, Rhodes o reverteu em um Cross Rhodes. Finn Bálor e JD McDonagh então apareceram e distrairam o árbitro, permitindo que Priest desferisse o chokeslam South of Heaven para Rhodes para uma contagem de dois. O "Dirty" Dominik Mysterio então saiu com uma cadeira de aço, mas Jey Uso apareceu e o impediu com um superkick e outro superkick para Bálor, e então expulsou os três com a cadeira de aço. Rhodes então entregou um Cody Cutter, um Bionic Elbow e três Cross Rhodes para Priest e o derrotou para a vitória.

### Evento principal
No evento principal, Roman Reigns (acompanhado por Paul Heyman) defendeu o Campeonato Indiscutível Universal da WWE contra LA Knight. Nos estágios iniciais, Knight acertou um neckbreaker e um baseball slide dropkick para Reigns. Knight então executou um slingshot shoulder tackle para Reigns por uma contagem de dois. Reigns então desferiu um Uranage, mas ao tentar um Superman Punch, Knight o pegou e acertou o fireman's carry neckbreaker. Enquanto Knight tentava dar um leaping elbow drop, Reigns saiu do caminho e desferiu um Superman Punch para quase cair. Knight então deu um superplex e uma cotovelada saltitante para Reigns para uma contagem de dois. Solo Sikoa então saiu para distrair o árbitro, permitindo que Jimmy Uso tirasse Reigns do ringue. Reigns então desferiu outro Superman Punch e a Lança para Knight para uma quase queda. Reigns travou uma guilhotina, mas Knight reverteu e acertou o Blunt Force Trauma (BFT) para uma contagem de dois, após Uso colocar o pé de Reigns na corda (sem o conhecimento do árbitro). Knight então bateu repetidamente as respectivas cabeças de Uso e Reigns na mesa de anunciantes. Uso então tentou um superchute em Knight, mas Knight o pegou e lhe deu um suplex de barriga para trás na mesa de anunciantes. Reigns então imediatamente acertou um Spear to Knight através da barricada e outro Spear to Knight dentro do ringue e o imobilizou para manter seu título. Esta vitória marcou a terceira retenção de Reigns no Campeonato Universal da WWE em três eventos Crown Jewel consecutivos, e a segunda com o Campeonato da WWE.

## Resultados
| Nº                                          | Resultados                                                                      | Estipulações                                                  | Tempo |
| ------------------------------------------- | ------------------------------------------------------------------------------- | ------------------------------------------------------------- | ----- |
| Pré- show                                   | Sami Zayn derrotou JD McDonagh                                                  | Luta individual                                               | 9:40  |
| 1                                           | Seth "Freakin" Rollins (c) derrotou Drew McIntyre                               | Luta individual pelo Campeonato Mundial dos Pesos Pesados     | 18:20 |
| 2                                           | Rhea Ripley (c) derrotou Nia Jax, Shayna Baszler, Zoey Stark e Raquel Rodriguez | Luta de 5 lutadoras pelo Campeonato Mundial Feminino          | 11:05 |
| 3                                           | Solo Sikoa derrotou John Cena                                                   | Luta individual                                               | 16:10 |
| 4                                           | Logan Paul derrotou Rey Mysterio (c)                                            | Luta individual pelo Campeonato dos Estados Unidos            | 17:55 |
| 5                                           | Iyo Sky (c) derrotou Bianca Belair                                              | Luta individual pelo Campeonato Feminino da WWE               | 16:35 |
| 6                                           | Cody Rhodes derrotou Damian Priest                                              | Luta individual                                               | 11:05 |
| 7                                           | Roman Reigns (c) (com Paul Heyman) derrotou LA Knight                           | Luta individual pelo Campeonato Universal Indiscutível da WWE | 20:05 |
| (c) – Refere-se aos campeões antes da luta. |                                                                                 |                                                               |       |